# Nokia Suite
Nokia Suite, Но́кия сьют, (ранее Nokia Ovi Suite) — бесплатное программное обеспечение для персонального компьютера на базе операционной системы Windows для владельцев телефонов Nokia для синхронизации мобильных устройств с сервисом Ovi и персональным компьютером. Является заменой для Nokia PC Suite. Первоначально оно было известно как Nokia Ovi Suite, но название было изменено на Nokia Suite с выходом версии 3.2.64 Beta в октябре 2011 года. Телефоны Lumia и новые телефоны Nokia Asha не поддерживаются программой Nokia Suite.

## Возможности программы
Nokia Suite не поддерживается Nokia с 2015 года, функции, которые требуют интернет работать не будут.
Nokia Suite позволяет делать следующие операции:
- синхронизировать мобильный телефон с онлайн-сервисом Ovi
- синхронизировать мобильный телефон и компьютер (поддерживается работа с ИК портом, Bluetooth и через кабель)
- создавать резервные копии файлов с телефона
- передавать в мобильный телефон картинки, мелодии и видеофайлы
- редактировать телефонную книгу
- устанавливать различные приложения (Java и Symbian)
- просматривать и удалять SMS
- использовать телефон в качестве модема (если эта функция поддерживается телефоном) для соединения с Интернет[1]
- обновлять программное обеспечение телефона
- загружать карты для Nokia Maps[2]

## Основные характеристики
- Безопасная автоматическая передача данных между телефоном и ПК;
- Беспроводное соединение или соединение через кабель;
- Быстрое и простое соединение с Интернет;
- Возможность управления музыкой, сообщениями, контактами и картинками;
- Многоязычность.